# Westafrikanischer Löwe
Der Westafrikanische Löwe (bis 2017 Panthera leo senegalensis, seitdem Teil von Panthera leo leo), auch Senegallöwe oder Senegal-Löwe genannt, ist eine Unterart des Löwen. Der Wildbestand belief sich 2024 laut IUCN auf etwa 218 (121–374) Tiere, die in einigen kleinflächigen Gebieten im südlichen Westafrika leben. Die IUCN listet die Unterart als „vom Aussterben bedroht“ (Critically Endangered), womit sie als die gefährdetste der existierenden Unterarten bewertet wird.

## Merkmale
Der westafrikanische Löwe besitzt im Gegensatz zu anderen Unterarten des Löwen eine oft nur spärliche Mähne. Weiterhin sind die Tiere meist zierlicher als Unterarten Ost- und des südlichen Afrikas.

## Verbreitung
Ursprünglich in weiten Gebieten Westafrikas südlich der Sahara bis nach Zentralafrika verbreitet, ist der Westafrikanische Löwe nur noch in wenigen Schutzgebieten zu finden. Dies sind einzelne, nicht zusammenhängende Areale in Benin, Burkina Faso, Senegal und Nigeria  Größtes zusammenhängendes Verbreitungsgebiet, in dem auch etwa 90 Prozent der Gesamtpopulation leben, ist der WAP-Komplex (W-Arly-Pendjari) mit den drei Nationalparks W, Arly und Pendjari im Grenzgebiet Burkina Fasos, Nigers und Benins.
Weitere Löwenpopulationen, die traditionell zum Westafrikanischen Löwen gerechnet werden, sollen in den Staaten Kamerun, Tschad und in der Zentralafrikanischen Republik zu finden sein. Die dortigen Bestände waren 2005 klein, stark zersplittert und rückläufig. Genetische Analysen zeigten, dass auch Löwen aus dem Norden der Demokratischen Republik Kongo, aus dem Sudan und Südsudan, aus Nordäthiopien sowie aus dem Norden Ugandas relativ eng mit den westafrikanischen Löwen verwandt sind und sich stark von süd- und ostafrikanischen Löwen unterscheiden.